# Panbabylonism
Panbabylonism var en vetenskaplig skola som hävdade den sumeriskt-babylonisk-assyriska kulturens från medelhavskulturen oberoende uppkomsthistoria och den babyloniska kulturen som ursprung både för kulturen i medelhavets antika världs som i den bibliska regionen.
Till skolans främsta företrädare hörde Hugo Winckler, som menade att babyloniernas astrala världsbild utgjorde grundvalen för samtliga andra kulturers världsuppfattning, och Alfred Jeremias, tillsammans utgav de båda Im Kampfe um den Alten Orient (1907-09). Jeremias skrift Handbuch der altorientalischen Geisteskultur (1913) att utöva ett starkt inflytande på Uppsalafilosofin.
Känd blev också Friedrich Delitzsch föredragsserie i Berlin 1902-05, Babel-Bibel, där han menade att Gamla Testamentet på flera ställen visade på tydligt babyloniskt inflytande, även om han inte gick lika långt som en del av hans efterföljare. Delitzschs föreläsningar trycktes under titeln Bibel und Babel 1902-05, och utgavs i svensk översättning 1903-05.